# Christer Karlsson (skoczek narciarski)
Christer Karlsson – szwedzki skoczek narciarski. Najlepsze wyniki w Pucharze Świata osiągnął w sezonie 1979/1980, kiedy zajął 70. miejsce w klasyfikacji generalnej.
Nie brał udziału w mistrzostwach świata i igrzyskach olimpijskich. Był dwukrotnie mistrzem Szwecji w skokach: w 1979 i 1980 na normalnej skoczni.

## Puchar Świata w skokach narciarskich

### Miejsca w klasyfikacji generalnej
- sezon 1979/1980: 70